# Lactobacillus crustorum
Lactobacillus crustorum è una specie di batterio appartenente alla famiglia delle Lactobacillaceae.